# فأر متغاير عادي
فأر متغاير عادي (الاسم العلمي:Heteromys subg. Heteromys) هو ضرب من الحيوانات يتبع جنس الفأر المتغاير من فصيلة الفئران المتغايرة.

## أنواع
- فأر متغاير ترينيدادي (الاسم العلمي:Heteromys anomalus)
- فأر متغاير جنوبي (الاسم العلمي:Heteromys australis)
- فأر متغاير ديماري (الاسم العلمي:Heteromys desmarestianus)
- فأر متغاير جومري (الاسم العلمي:Heteromys gaumeri)
- فأر متغاير جولدماني (الاسم العلمي:Heteromys goldmani)